# Rhinomya gagatea
Rhinomya gagatea là một loài ruồi trong họ Tachinidae.